# Joan Guinjoan
Joan Guinjoan i Gispert (ur. 28 listopada 1931 w Riudoms, zm. 1 stycznia 2019 w Barcelonie) – hiszpański kompozytor i pianista.

## Życiorys
Uczył się w Conservatori Superior de Música del Liceu w Barcelonie. W 1954 wyjechał do Paryża i kontynuował naukę w École Normale de Musique. W tym samym okresie jego nauczycielem był hiszpański kompozytor Cristòfor Taltabull. W latach 60. po zagraniu ponad 250 recitali pianistycznych porzucił karierę i postanowił zostać kompozytorem. W 1962 dołączył do Schola Cantorum w Paryżu, a rok później powrócił do Barcelony. 
W 1999 otrzymał Nagrodę – Krzyż św. Jerzego, przyznaną przez Generalitat de Catalunya, a w 2001 Złoty Medal Zasługi w dziedzinie Sztuk Pięknych przyznany przez hiszpańskie Ministerstwo Edukacji, Kultury i Sportu.
Zmarł 1 stycznia 2019.

## Kompozycje
- Suite moderna (1960)
- Sinfonía de la imperial Tarraco (1961)
- Concierto (1963)
- Miniaturas (1965)
- Células nº 3 (1968)
- Fragmento (1969)
- Ab origine (1974)
- Dígrafo (1976)
- Tzakol (1977)
- Magic (1977)
- Koan 77 (1977)
- El diario (1977)
- Phrase (1979)
- Jondo (1979)
- Nocturno (1987)
- Resonancias (1988)
- Passim-Trío (1988)
- Nexus (1993)
- Bi-temàtic (1998)
- Fanfarria (1999)
- Autógrafo (1999)
- Díptico para 8 violonchelos (2000)